# Ateles
Ateles (E. Géoffroy, 1806) è un genere di scimmie platirrine: assieme ai generi Brachyteles, Lagothrix ed Oreonax, vanno a costituire la sottofamiglia degli Atelinae, nell'ambito della famiglia degli Atelidi, che condividono con le scimmie urlatrici.

## Descrizione
Con 7 specie, gli esponenti di questo genere, comunemente noti come ateli o scimmie ragno, abitano l'America centrale e meridionale, grossomodo dal Messico sud-orientale al Brasile settentrionale. Sono abitatori della foresta pluviale primaria, dove vivono esclusivamente in zone tranquille e ricche di alberi da frutto: questa loro esigenza ne fa degli ottimi indicatori. Misurano in media circa un metro e mezzo di lunghezza, di cui oltre la metà va ascritta alla coda. Il peso medio di questi animali si aggira attorno ai 6 kg.
Come suggerito dal nome comune, questi animali sono caratterizzati da lunghe zampe e coda: quest'ultima, in particolare, è prensile e molto forte ed è più lunga del corpo e delle zampe dell'animale (fino a 89 cm). Sulla punta, nella parte inferiore, la coda presenta una zona glabra zigrinata assai sensibile, simile ad un polpastrello, che fornisce stabilità mentre l'animale utilizza a mo' di quinto arto durante i suoi spostamenti fra gli alberi, per effettuare i quali può anche effettuare brachiazione. La coda ha una presa talmente forte che spesso gli indios meno esperti nell'uso della cerbottana evitano di sparare alle scimmie ragno, che rimarrebbero appese ai rami per la coda anche dopo morte.
Le zampe anteriori sono più lunghe delle posteriori: quando (molto raramente) l'animale scende a terra, cammina su due zampe utilizzando la coda come bilanciere. Le dita di ciascuna mano sono lunghe e ricurve: sono presenti in numero di 4 sulle zampe anteriori (a forma di uncino, senza pollice opponibile) e 5 sulle zampe posteriori.
Il pelo è rado e setoloso, di colore variabile a seconda della specie fra il rosso-ruggine ed il nero: la pelle nuda è nera nella maggior parte delle specie. La testa è piuttosto piccola, con le narici assai distanziate fra loro. Nonostante le piccole dimensioni della testa, il cervello di questi animali è di grosse dimensioni: se comparato a quello di altre scimmie di uguale stazza quoziente intellettivo di queste scimmie pare assai alto, addirittura superiore a quello dei gorilla, dato che renderebbe le scimmie ragno le platirrine più intelligenti. Si pensa che un cervello del genere serva soprattutto a ricordare i periodi di maturazione dei frutti di cui questi animali si nutrono (oltre 150 specie) ed i tracciati da seguire per trovare gli alberi da frutto.
Le femmine hanno grandi e piccole labbra assai sporgenti, che possono essere scambiate per uno pseudo-pene: la loro funzione non è stata ancora spiegata in maniera soddisfacente.
Questi animali formano grossi gruppi di 15-25 individui diretti da una femmina dominante che decide gli itinerari da seguire per trovare il nutrimento: tutti gli esemplari dormono sullo stesso albero, ma durante il giorno si frammentano in sottogruppi di 5-8 unità. Il grado d'interazione fra i vari sottogruppi dipende dalla disponibilità per il cibo e dalla presenza di pericoli nella zona. A differenza di numerose altre specie di primati, in questo genere sono le femmine a lasciare più frequentemente il gruppo con la maturità rispetto ai maschi: per questo motivo, i maschi di ogni gruppo sono spesso tutti imparentati fra loro, mentre le femmine provengono da altri gruppi.
Per comunicare fra loro, le scimmie ragno sono solite assumere differenti posture piuttosto che emettere vocalizzazioni: in caso di pericolo, tendono a rifugiarsi fra i rami sottili o sulle cime degli alberi e da lì scuotono i rami per impressionare l'aggressore. Nel caso esso non si allontani, possono urinare e defecare, lasciando che urina ed escrementi cadano su di esso, ed in casi estremi possono staccare pezzi di legno anche piuttosto pesanti e lanciarli contro l'assalitore.

## Tassonomia
- Famiglia Atelidae
  - Sottofamiglia Atelinae
    - Genere Ateles
      - Ateles belzebuth - atele belzebù
      - Ateles chamek - atele peruviano
      - Ateles fusciceps - atele dalle mani brune
      - Ateles geoffroyi - atele dei Geoffroy
      - Ateles hybridus - atele bruno
      - Ateles marginatus - atele dalle basette bianche
      - Ateles paniscus - atele nero